# دهستان وفس
دهستان وفس یکی از دهستان‌های شهرستان کمیجان در استان مرکزی ایران است. این دهستان در بخش مرکزی شهرستان کمیجان قرار دارد و براساس سرشماری مرکز آمار ایران در سال ۱۳۹۰، جمعیت آن ۸۸۱۶ نفر (در ۲۷۳۶ خانوار) بوده‌است.